# Кулак (фильм)
«Кулак» (англ. F.I.S.T. — аббревиатура от Federation of Inter State Truckers) — кинофильм режиссёра Нормана Джуисона, вышедший на экраны в 1978 году, поднимающий тему рабочей борьбы в США 1930-х годов. 

## Сюжет
Америка тридцатых годов. В США разгар экономической депрессии. Это время расцвета мафии и коррупции. Фабрики и заводы терпят колоссальные убытки. Массовые увольнения выбрасывают на улицу толпы недовольных людей. Многие считают за удачу пополнить ряды организованных преступных группировок.
Многие, но только не Джонни Ковак. У него есть связи с мафией, но он выбирает другой путь.
Он вступает в ряды профсоюза, который старается отстоять права рабочих на достойные условия и оплату труда. Обладая потрясающим даром убеждения, он привлекает под знамёна профсоюза толпы людей. Довольно скоро Джонни убеждается, что в рамках закона бороться за права и интересы рабочих невозможно. И тогда, не обращая внимания на угрозы, он решает бороться с капиталистическими акулами теми же средствами, которых не гнушаются они.
Профсоюз успешно и навсегда выбивает у работодателей хорошие условия (в том числе хорошую зарплату) для работников. Развязка фильма отсылает к судьбе Джимми Хоффы.

## В ролях
| Актёр              | Роль                  |
| ------------------ | --------------------- |
| Сильвестр Сталлоне | Джонни Ковак          |
| Род Стайгер        | сенатор Мэдисон       |
| Питер Бойл         | Макс Грэм             |
| Мелинда Диллон     | Анна Заринкас         |
| Дэвид Хаффман      | Эйб Белкин            |
| Кевин Конуэй       | Винс Дойл             |
| Тони Ло Бьянко     | Малыш Милано          |
| Кэсси Йейтс        | Молли                 |
| Брайан Деннехи     | Фрэнк Васко           |
| Энтони Кидис       | Кевин Ковак           |
| Ричард Херд        | Майк Монахен          |
| Фрэнк Макрей       | Линкольн Домбровский  |
| Стюарт Гиллард     | Фил Талбот            |
| Барри Этуотер      | адвокат Малыша Милано |